# 65e cérémonie des Grammy Awards
La 65e cérémonie annuelle des Grammy Awards a lieu le 5 février 2023 à la Crypto.com Arena à Los Angeles. Elle récompense les meilleurs enregistrements, compositions et artistes de l'année, du 1er octobre 2021 au 30 septembre 2022. Les nominations ont été annoncées lors d'une diffusion virtuelle en direct le 15 novembre 2022.

## Palmarès

### Général
Album de l'année
- Harry's House – Harry Styles
  - Voyage – ABBA
  - 30 – Adele
  - Un verano sin ti – Bad Bunny
  - Renaissance – Beyoncé
  - In These Silent Days (en) – Brandi Carlile
  - Good Morning Gorgeous (en) – Mary J. Blige
  - Music of the Spheres – Coldplay
  - Mr. Morale & the Big Steppers – Kendrick Lamar
  - Special (en) – Lizzo

Enregistrement de l'année
- About Damn Time – Lizzo
  - Don't Shut Me Down – ABBA
  - Easy on Me – Adele
  - Break My Soul – Beyoncé
  - Good Morning Gorgeous – Mary J. Blige
  - You and Me on the Rock – Brandi Carlile ft. Lucius
  - Woman – Doja Cat
  - Bad Habit – Steve Lacy
  - The Heart Part 5 – Kendrick Lamar
  - As It Was – Harry Styles

Chanson de l'année
- Just Like That – Bonnie Raitt
  - ABCDEFU – Gayle
  - About Damn Time – Lizzo
  - All Too Well (10 Minute Version) (The Short Film) – Taylor Swift
  - As It Was – Harry Styles
  - Bad Habit – Steve Lacy
  - Break My Soul – Beyoncé
  - Easy on Me – Adele
  - God Did – DJ Khaled ft. Rick Ross, Lil Wayne, Jay-Z, John Legend et Fridayy
  - The Heart Part 5 – Kendrick Lamar

Meilleur nouvel artiste
- Samara Joy
  - Anitta
  - Omar Apollo
  - Domi and JD Beck
  - Muni Long
  - Latto
  - Måneskin
  - Tobe Nwigwe (en)
  - Molly Tuttle (en)
  - Wet Leg

### Pop
Meilleure prestation pop solo
- Easy on Me – Adele
  - Moscow Mule – Bad Bunny
  - Woman – Doja Cat
  - Bad Habit – Steve Lacy
  - About Damn Time – Lizzo
  - As It Was – Harry Styles

Meilleure prestation vocale pop d'un duo ou groupe
- Unholy – Sam Smith et Kim Petras
  - Don't Shut Me Down – ABBA
  - Bam Bam – Camila Cabello ft. Ed Sheeran
  - My Universe – Coldplay et BTS
  - I Like You (A Happier Song) – Post Malone ft. Doja Cat

Meilleur album pop traditionnel en solo
- Higher – Michael Bublé
  - When Christmas Comes Around... – Kelly Clarkson
  - I Dream of Christmas – Norah Jones
  - Evergreen – Pentatonix
  - Thank You – Diana Ross

Meilleur album vocal pop
- Harry's House – Harry Styles
  - Voyage – ABBA
  - 30 – Adele
  - Music of the Spheres – Coldplay
  - Special – Lizzo

### EDM
Meilleur enregistrement dance
- Break My Soul – Beyoncé
  - Rosewood – Bonobo
  - Don't Forget My Love – Diplo et Miguel
  - I'm Good (Blue) – David Guetta et Bebe Rexha
  - Intimidated – Kaytranada ft. H.E.R.
  - On My Knees – Rüfüs Du Sol

Meilleur album dance
- Renaissance – Beyoncé
  - Fragments – Bonobo
  - Diplo – Diplo
  - The Last Goodbye – Odesza
  - Surrender – Rüfüs Du Sol

### Musique instrumentale contemporaine
Meilleur album de musique instrumentale contemporaine
- Empire Central – Snarky Puppy
  - Between Dreaming and Joy – Jeff Coffin
  - Not Tight – DOMi & JD Beck
  - Blooz – Grant Geissman
  - Jacob's Ladder – Brad Mehldau

### Rock
Meilleure prestation rock
- Broken Horses – Brandi Carlile
  - So Happy It Hurts – Bryan Adams
  - Old Man – Beck Hansen
  - Wild Child – The Black Keys
  - Craw! – Idles
  - Patient Number 9 – Ozzy Osbourne ft. Jeff Beck
  - Holiday – Turnstile

Meilleure prestation metal
- Degradation Rules – Ozzy Osbourne ft. Tony Iommi
  - Call Me Little Sunshine – Ghost
  - We'll Be Back – Megadeth
  - Kill Or Be Killed – Muse
  - Blackout – Turnstile

Meilleure chanson rock
- Broken Horses – Brandi Carlile
  - Black Summer – Red Hot Chili Peppers
  - Blackout – Turnstile
  - Harmonia's Dream – The War on Drugs
  - Patient Number 9 – Ozzy Osbourne ft. Jeff Beck

Meilleur album rock
- Patient Number 9 – Ozzy Osbourne
  - The Dropout Boogie – The Black Keys
  - The Boy Named If – Elvis Costello & The Imposters
  - Crawler – Idles
  - Mainstream Sellout – Machine Gun Kelly
  - Lucifer on the Sofa – Spoon

### Alternative
Meilleure prestation de musique alternative
- Chaise Longue – Wet Leg
  - There'd Better Be a Mirrorball – Arctic Monkeys
  - Certainty – Big Thief
  - King – Florence and the Machine
  - Spitting Off the Edge of the World – Yeah Yeah Yeahs ft. Perfume Genius

Meilleur album de musique alternative
- Wet Leg – Wet Leg
  - We – Arcade Fire
  - Dragon New Warm Mountain I Believe in You – Big Thief
  - Fossora – Björk
  - Cool It Down – Yeah Yeah Yeahs

### R&B
Meilleure prestation R&B
- Hrs & Hrs – Muni Long
  - Virgo's Groove – Beyoncé
  - Hurt Me So Good – Jazmine Sullivan
  - Over – Lucky Daye
  - Here With Me – Mary J. Blige ft. Anderson .Paak

Meilleure prestation vocale R&B traditionnel
- Plastic Off the Sofa – Beyoncé
  - Do 4 Love – Snoh Aalegra
  - Good Morning Gorgeous – Mary J. Blige
  - Keeps on Fallin – Kenneth Edmonds ft. Ella Mai
  - Roung Midnight – Adam Blackstone ft. Jazmine Sullivan

Meilleure chanson R&B
- Cuff It – Beyoncé
  - Good Morning Gorgeous – Mary J. Blige
  - Hrs & Hrs – Muni Long
  - Hurt Me So Good – Jazmine Sullivan
  - Pleas Don't Walk Away – PJ Morton

Meilleur album R&B
- Black Radio III – Robert Glasper
  - Watch the Sun – PJ Morton
  - Good Morning Gorgeous – Mary J. Blige
  - Breezy – Chris Brown
  - Candydrip – Lucky Daye

### Rap
Meilleure prestation rap
- The Heart Part 5 – Kendrick Lamar
  - God Did – DJ Khaled ft. Rick Ross, Lil Wayne, Jay-Z, John Legend et Fridayy
  - Vegas – Doja Cat
  - Pushin P – Gunna et Future ft. Young Thug
  - F.N.F (Let's Go) – Hitkidd ft. GloRilla

Meilleure collaboration rap/chant
- Wait for U – Future ft. Drake et Tems
  - Beautiful – DJ Khaled ft. Future et SZA
  - First Class – Jack Harlow
  - Die Hard – Kendrick Lamar ft. Blxst et Amanda Reifer
  - Big Energy (Live) – Latto

Meilleure chanson rap
- The Heart Part 5 – Kendrick Lamar
  - Chuchill Downs – Jack Harlow ft. Drake
  - God Did – DJ Khaled ft. Rick Ross, Lil Wayne, Jay-Z, John Legend et Fridayy
  - Pushin P – Gunna et Future ft. Young Thug
  - Wait for U – Future ft. Drake et Tems

Meilleur album rap
- Mr. Morale & the Big Steppers – Kendrick Lamar
  - God Did – DJ Khaled
  - I Never Liked You – Future
  - Come Here the Kids Miss You – Jack Harlow
  - It's Almost Dry – Pusha T

### Country
Meilleure prestation solo country
- Live Forever – Willie Nelson
  - Heartfirst – Kelsea Ballerini
  - Something in the Orange – Zach Bryan
  - In His Arms – Miranda Lambert
  - Circles Around This Town – Maren Morris

Meilleure prestation country en duo/groupe
- Never Wanted to Be That Girl – Carly Pearce et Ashley McBryde
  - Wishful Drinking – Ingrid Andress et Sam Hunt
  - Midnight Rider's Prayer – Brothers Osborne
  - Outrunnin' Your Memory – Luke Combs et Miranda Lambert
  - Does He Love You (Revisited) – Reba McEntire et Dolly Parton
  - Going Where The Lonely Go – Robert Plant et Alison Krauss

Meilleure chanson country
- Til You Can't – Cody Johnson
  - Circles Around This Town – Maren Morris
  - Doin' This – Luke Combs
  - I Bet You Think About Me (Taylor's Version) (From the Vault) – Taylor Swift
  - If I Was a Cowboy – Miranda Lambert
  - I'll Love You Till The Day I Die – Willie Nelson

Meilleur album country
- A Beautiful Time – Willie Nelson
  - Growin' Up – Luke Combs
  - Palomino – Miranda Lambert
  - Ashley McBryde Presents: Lindeville – Ashley McBryde
  - Humble Quest – Maren Morris

### Jazz
Meilleur solo de jazz improvisé
- Endangered Species – Wayne Shorter et Leo Genovese
  - Rounds (Live) – Ambrose Akinmusire
  - Keep Holding On – Gerald Albright
  - Falling – Melissa Aldana
  - Call of the Drum – Marcus Baylor
  - Cherokke/Koko – John Beasley

Meilleur album de jazz vocal
- Linger Awhile – Samara Joy
  - The Evening: Live At APPARTUS – The Baylor Project
  - Fade to Black – Carmen Lundy
  - Fifty – The Manhattan Transfer avec The WDR Funkhausorchester
  - Ghost Song – Cécile McLorin Salvant

Meilleur album de jazz instrumental
- New Standards Vol. 1 – Terri Lyne Carrington, Kris Davis, Linda May Han Oh, Nicholas Payton et Matthew Stevens
  - Live in Italy – Peter Erskine Trio
  - LongGone – Joshua Redman, Brad Mehldau, Christian McBride et Brian Blade
  - Live at the Detroit Jazz Festival – Wayne Shorter, Terri Lyne Carrington, Leo Genovese et Esperanza Spalding
  - Parallel Motion – Yellowjackets

Meilleur album de latin jazz
- Fandango at The Wall in New York – Arturo O'Farrill et The Afro Latin Jazz Orchestra ft The Congra Patria Son Jarocho Collective
  - Crisalida – Danilo Pérez ft. The Global Messengers
  - If You Will – Flora Purim
  - Rhythm & Soul – Arturo Sandoval
  - Musica de la Américas – Miguel Zenón

### Latino
Meilleur album de pop latino
- Pasieros – Rubén Blades and Boca Livre
  - Aguilera – Christina Aguilera
  - Pasieros – Rubén Blades and Boca Livre
  - De Adentro Pa Afuera – Camilo
  - Viajante – Fonseca
  - Dharma + –Sebastián Yatra

Meilleur album de Música Urbana
- Un Verano Sin Ti – Bad Bunny
  - Trap Cake, Vol. 2 – Rauw Alejandro
  - LEGENDADDY – Daddy Yankee
  - La 167 – Farruko
  - The Love & Sex Tape – Maluma

Meilleur album de rock latino ou de musique alternative
- Motomami – Rosalía
  - El Alimento – Cimafunk
  - Tinta y Tiempo – Jorge Drexler
  - 1940 Carmen – Mon Laferte
  - Alegoría – Gaby Moreno
  - Los Años Salvajes – Fito Páez

### American Roots
Meilleure prestation American Roots
- Stompin' Ground – Aaron Neville avec The Dirty Dozen Brass Band
  - Someday It'll All Meka Sense (Bluegrass Version) – Bill Anderson ft. Dolly Parton
  - Life According to Raechel – Madison Cunningham
  - Oh Betty – Fantastic Negrito
  - Prodigal Daughter – Aoife O'Donovan et Allison Russell

Meilleure prestation Americana
- Made Up Mind – Bonnie Raitt
  - Silver Moon [A Tribute to Michal Nesmith] – Eric Alexandrakis
  - There You Go Again – Asleep at the Wheel ft. Lyle Lovett
  - The Message – The Blind Boys of Alabama ft. Black Violin
  - You And Me on the Rock – Brandi Carlile ft. Lucius

Meilleure chanson American Roots
- Just Like That – Bonnie Raitt
  - Bright Star – Anaïs Mitchell
  - Forever – Sheryl Crow
  - High and Lonesome – Robert Plant et Alison Krauss
  - Prodigal Daughter – Aoife O'Donovan et Allisson Russell
  - You and Me on the Rock – Brandi Carlile ft. Lucius

Meilleur album Americana
- In These Silent Days – Brandi Carlile
  - Things Happen That Way – Dr. John
  - Good to Be... – Keb' Mo'
  - Raise the Roof – Robert Plant et Alison Krauss
  - Just Like That… – Bonnie Raitt

## Records et premières
- La chanteuse américaine Beyoncé est devenue l'artiste le plus récompensé de l'histoire des Grammys avec 32 prix en carrière, dépassant le chef d'orchestre hongrois Georg Solti qui en détient 31. Précédemment en 2021, Beyoncé est devenue la chanteuse la plus récompensé et succédant à Alison Krauss.
- Assassin's Creed Valhalla est le premier jeu vidéo récompensé.